# Arytera novaebrittanniae
Arytera novaebrittanniae är en kinesträdsväxtart som beskrevs av H. Turner. Arytera novaebrittanniae ingår i släktet Arytera och familjen kinesträdsväxter. Inga underarter finns listade i Catalogue of Life.